# Neoxorides matsuyamensis
Neoxorides matsuyamensis là một loài tò vò trong họ Ichneumonidae.